# Frauke Sonderegger-Bandixen
Frauke Sonderegger-Bandixen, schweizisk orienterare som tog brons i stafett vid VM 1985.